# Dłużyna (województwo zachodniopomorskie)
Dłużyna (niem. Marienaue) – osada w Polsce położona w województwie zachodniopomorskim, w powiecie gryfińskim, w gminie Banie.
W 2003 r. wieś miała 221 mieszkańców.
W latach 1975–1998 miejscowość administracyjnie należała do województwa szczecińskiego.
Leży w odległości ok. 2,5 km na wschód od Bań. W latach 80. XIX w. Dłużyna była folwarkiem, który składał się z dworu z rozległym dziedzińcem i budynków gospodarczych. Do czasów obecnych zachowało się murowane ogrodzenie oraz niezmieniony budynek gospodarczy z 1924 r.